# Banco de Papúa Nueva Guinea
El Banco de Papúa Nueva Guinea (en inglés: Bank of Papua New Guinea)  es el banco central de Papúa Nueva Guinea.

## Marco legal

### Ley de Banca Central de 1973
El Banco de Papúa Nueva Guinea fue establecido por la Central Banking Act 1973 , que define sus poderes y funciones como:
"El Banco Central, dentro de los límites de sus poderes, garantizará que su política monetaria y bancaria se dirija a la mayor ventaja para el pueblo de Papúa Nueva Guinea, y dirigirá sus esfuerzos para promover la estabilidad monetaria y una estructura financiera sólida y eficiente. "
Antes de la independencia de Papúa Nueva Guinea, el banco central era una rama del Banco de la Reserva de Australia, la entonces potencia colonial.

### Ley de Banca Central de 2000
La "Ley de Banca Central" de 2000 modificó las leyes que establecen al "Banco de Papúa Nueva Guinea" como banco central, y definió sus objetivos y funciones para incluir:
"Otorgar al Banco de Papúa Nueva Guinea ciertas funciones y poderes, incluida la formulación y aplicación de políticas monetarias y la regulación del sistema financiero, prever y regular la moneda de Papúa Nueva Guinea, y hacer provisiones con respecto a divisas y reservas internacionales.